# آرثر كيمب (صحفي)
آرثر كيمب (بالإنجليزية: Arthur Kemp)‏ هو صحفي جنوب أفريقي، ولد في 1962 في رودسيا الجنوبية.